# Serial Line Internet Protocol
Pour les articles homonymes, voir Slip (homonymie).
Serial Line Internet Protocol (SLIP) est un protocole de liaison internet en série qui encapsule le protocole IP. 
Il s'agit d'un protocole de liaison simple ne fournissant aucun contrôle d'erreur ou d'adresse. Il est passé en désuétude, se faisant remplacer par PPP, plus évolué et robuste. Il est néanmoins très présent dans le monde des micro-contrôleurs du fait de son faible surcoût protocolaire.
Il est défini par la RFC 1055.
Il est principalement utilisé pour lier deux hôtes de façon simple tout en pouvant utiliser les mécanismes standards apportés par TCP/IP par exemple.
Il est utilisé dans des applications qui ne demandent pas beaucoup de sécurité des données. 

## Description
Le protocole SLIP modifie le paquet  IP de la manière suivante :
- ajout d'un octet END afin de séparer les différents paquets
- si l'octet END est présent dans le paquet, il est remplacé par une séquence de deux octets ESC et ESC_END
- si l'octet ESC est présent dans le paquet, il est remplacé par une séquence de deux octets ESC et ESC_ESC
- une variante du protocole peut commencer et finir les paquets par l'octet END

Les valeurs des octets modifiées sont les suivantes :
| Valeur hexadécimale | Abréviation | Description                              |
| ------------------- | ----------- | ---------------------------------------- |
| 0xC0                | END         | Fin de la trame                          |
| 0xDB                | ESC         | Caractère d'échappement                  |
| 0xDC                | ESC_END     | Transposition du caractère Fin de trame  |
| 0xDD                | ESC_ESC     | Transposition du caractère d'échappement |

## CSLIP
Une version de SLIP avec compression des en-têtes est appelé CSLIP (de l'anglais « Compressed SLIP »), et l'algorithme utilisé porte le nom de son auteur : « Compression Van Jacobson des en-têtes TCP/IP », laquelle est décrite dans la RFC 1144.